# Nadie quiere la noche
Nadie quiere la noche è un film del 2015 diretto da Isabel Coixet.
Il film è stato scelto per l'apertura del 65 edizione Festival internazionale del cinema di Berlino.
In inglese la pellicola è stata titolata Nobody Wants the Night poi rettificato in Endless Night, in francese Personne n'attend la nuit.

## Trama
Nella Groenlandia del 1908 Josephine Cecilia Diebitsch Peary con l'aiuto dell'esploratore Bran Trevor e di un equipaggio esquimese, si mette in viaggio alla ricerca del marito, l'esploratore artico Robert Peary, che sta cercando un percorso per raggiungere il Polo Nord. Durante il viaggio Bran muore e Josephine rimane nell'accampamento base tra i ghiacciai, dove trova Allaka, giovane esquimese anch'essa in attesa di Robert. Le due donne impareranno a convivere nella durezza dell'inverno artico.

## Riconoscimenti
- 2016 - Premio Goya
  - Miglior produzione a Andrés Santana e Marta Miró
  - Miglior colonna sonora a Lucas Vidal
  - Miglior costumi a Clara Bilbao
  - Miglior trucco e acconciatura a Pablo Perona, Paco Rodríguez e Sylvie Imbert
  - Candidatura a Miglior film
  - Candidatura a Miglior regista a Isabel Coixet
  - Candidatura a Migliore attrice protagonista a Juliette Binoche
  - Candidatura a Miglior fotografia a Jean-Claude Larrieu
  - Candidatura a Miglior scenografia a Alain Bainée